# Anatole de Ségur
Pour les autres membres de la famille, voir Famille de Ségur.
Anatole-Henri-Philippe, marquis de Ségur (25 avril 1823 à Paris - 9 mai 1902 à Paris), est un administrateur et homme de lettres français.

## Biographie
Fils du comte Eugène de Ségur et de la comtesse née Sophie Rostopchine, il suit des études de droit et devient auditeur au Conseil d'État. Nommé le 7 mars 1851 préfet de l'Ariège, cette nomination est rapportée le 3 avril 1851 et modifiée en préfet de la Haute-Marne, où il est remplacé le 12 décembre 1851. 
Il est maire d'Aube de 1865 à 1872, où sa famille possédait le château des Nouettes.
Il est nommé conseiller d'État en 1872.
Anatole de Ségur se consacra à des travaux littéraires.
Le 25 août 1851, il épouse, à Paris, Cécile Cuvelier (1830-1885), née au sein d'une famille lilloise, fille de Henri Cuvelier, banquier et directeur de la banque « Cuvelier Brame et fils », et de Julie Bernard. Ils seront notamment les parents de Pierre de Ségur.

## Publications
- Fables et poésies diverses (1853)
- Nouvelles fables et contes suivis de satires et de poésies diverses (1863)
- Les martyrs de Castelfidardo (1863, 1891)
- Le poëme de Saint François (1866, 1867, 1872)
- Histoire populaire de Saint François d'Assise (1867, 1876, 1880)
- Vie du comte Rostopchine : gouverneur de Moscou en 1812 (1871, 1883)
- La Vérité sur les congrégations religieuses (1875)
- Le Repos du dimanche, considéré comme loi de liberté et de salut public (1875)
- Histoire de Saint-François de Sales (1876)
- Un Hiver à Rome. Portraits et souvenirs (1876, 1877)
- Les Païens et les chrétiens, récits des premiers temps du christianisme (1880)
- Une victime de la constitution civile du clergé, Noe͏̈l Pinot, curé du Louroux Béconnais (1747-1794) (1881)
- Monseigneur de Ségur, souvenirs et récit d'un frère. Première partie, de 1820 à 1856 (1883)
- Monseigneur de Ségur, souvenirs et récits d'un frère. Deuxième partie, de 1856 à 1881 (1883)
- Le Comte de Ségur d'Aguesseau. (1803-1889) (1889)
- Les enfants de Paris (1893)
- La Rome de Pie IX, portraits et souvenirs (1895)
- Soldats, à Tours chez A. Mame, 1895, in-4°, 285 p.
- La mort de St. François d'Assise (1896)
- Un Admirable martyre sous la Terreur, avec une lettre... de Mgr Rumeau, évêque d'Angers [et une autre lettre de J. Courtin, curé du Louroux-Béconnais] (1904)
- La Bonté et les affections naturelles chez les saints (1912)
- Le séraphique saint François : merveilles de sa vie
- Le ciel a visité la terre No 6, ténor : cantique : édition pour chant, violon ou violoncelle, harpe, piano ou orgue

## Sources
- Hugo P. Thieme, Guide bibliographique de la littérature française de 1800 à 1906, 1907
- The Encyclopædia Britannica: A Dictionary of Arts, Sciences, Literature and General Information, Volume 24, 1911